# کریس هانی
کریس هانی (به انگلیسی: Chris Hani) (زاده۲۸ ژوئن ۱۹۴۲ –درگذشته ۱۰ آوریل ۱۹۹۳) رهبر حزب کمونیست آفریقای جنوبی بود. وی در روز ۱۰ آوریل ۱۹۹۳ در ۵۰ سالگی در یوهانسبورگ به دست یک (پناهنده) ضدکمونیست لهستانی کشته شد و قاتل بعداً اعتراف کرد که افراطیون سفیدپوست او را برای ارتکاب این قتل اجیر کرده بودند. هانی که بیشتر عمر خود را در مبارزه و از جمله مبارزه مسلحانه و فرار از این کشور به آن کشور گذرانده بود پس از فروپاشی شوروی به نوسازی سوسیالیسم آفریقایی همت گمارد و موفق شد که اعضای حزب کمونیست را به جای ریزش افزایش دهد و همین امر باعث شد که دشمنان بین‌المللی پیدا کند.
ترور وی باعث خشم شدید در میان مردم شد و این جریان باعث گردید که رژیم آپارتاید برای جلوگیری از جنگ داخلی مجبور به مذاکره با نلسون ماندلا گردید و با کمک ماندلا موفق شد که مردم را آرام کند. نتیجه مذاکرات با ماندلا تشکیل دولت وحدت ملی در آفریقای جنوبی بود.